# Nova Escola Alemã

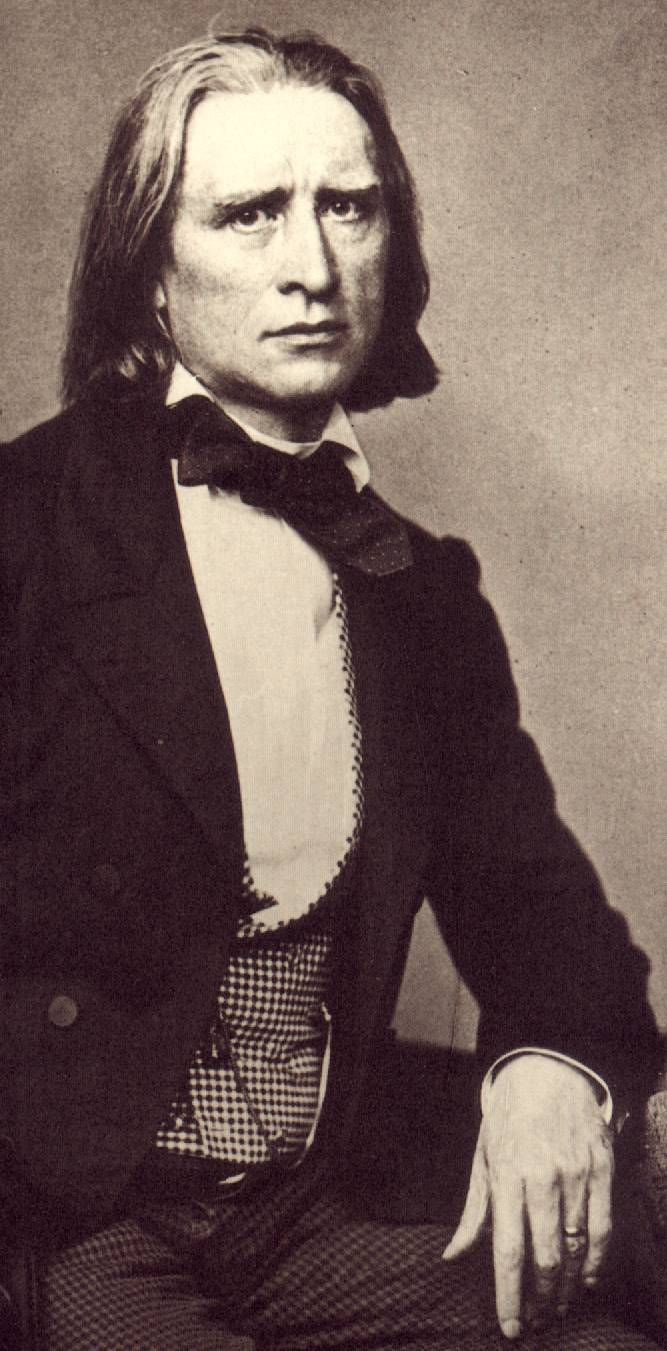
Franz Liszt, um dos principais animadores da 'Neudeutsche Schule'. Foto de Franz Hanfstaengl, 1858

Nova Escola Alemã (em alemão:  Neudeutsche Schule) é um termo introduzido em 1859 por Franz Brendel, editor da Neue Zeitschrift für Musik para se aplicar a certas tendências na música alemã da Era Romântica ao início do século XX. Embora o termo seja muito usado em ensaios e obras sobre a história da música dos séculos XIX e XX, uma definição clara é complexa.
Para mais, nem todos os representantes da "Nova Escola Alemã" eram músicos praticantes. O termo é assim problemático. Foi usado por várias pessoas em diversas épocas com diferentes significados. É geralmente aceite que Franz Liszt era um dos seus representantes mais proeminentes. Há também consenso em relação a Johannes Brahms não fazer parte. Além disto, as interpretações diferem,
Os representantes da Nova Escola Alemã entraram em conflito com os músicos mais conservadores na chamada Guerra dos Românticos.